# São Vicente (São Paulo)
São Vicente és un municipi de l'Estat de São Paulo amb 329.000 habitants. Se situa a la meitat occidental de l'illa homònima, que comparteix amb Santos.
Amb una població, segons el cens del 2022, que era de 329.911, essent la tercera ciutat més poblada de la costa de São Paulo, només per darrere de Santos i Praia Grande.
São Vicente és un dels 15 municipis de São Paulo considerats Estâncias Balneárias per l'estat de São Paulo.

## Història
L'illa de São Vicente es deia originalment Gohayó i va tenir com a primers habitants els indígenes Tapuia, expulsats a l'interior cap a l'any 1000 pels tupís, que van conquerir la regió.
Fou fundada el 1532. La localitat va donar nom, el 1534, a la Capitania de São Vicente, una de les capitanies hereditàries originals i de la que va ser-ne la capital fins al 1683, quan va ser substituïda per São Paulo.

## Persones il·lustres
- Robinho, futbolista.